# Julià Reig Ribó
Julià Reig i Ribó (1911-1996) va ser un empresari i polític andorrà fill de Julià Reig i Roqueta, fundador de l'antiga Fàbrica Reig. Va ser membre del Consell General d'Andorra i Síndic General d'aquest entre el 1960 i 1967 i posteriorment entre el 1973 i 1979.

## Carrera política
Fou membre del Consell General d'Andorra, sent-ne Síndic General en dos períodes (1960-1967 i 1973-1979). Va promoure la creació de la Seguretat Social andorrana i del sufragi universal a Andorra.